# Crustulina conspicua
Crustulina conspicua är en spindelart som först beskrevs av O. Pickard-Cambridge 1872.  Crustulina conspicua ingår i släktet Crustulina och familjen klotspindlar. Inga underarter finns listade i Catalogue of Life.